# Jules Chagot
Pour les articles homonymes, voir Chagot.
Louis Jules Chagot est un industriel et homme politique français né le 29 mars 1801 à Paris et décédé le 30 avril 1877 à Paris. Il travailla à la cristallerie de la Reine de 1828 à 1830, puis à l'usine du Creusot de 1835 à 1836. Il dirigea les Houillères de Blanzy à partir de 1833. Conseiller général du canton de Mont-Saint-Vincent en 1852, il est député de Saône-et-Loire de 1863 à 1870, siégeant dans la majorité soutenant le Second Empire.

## Biographie

### Famille et études
Louis Jules Chagot, habituellement désigné sous le nom de Jules Chagot, est né à Paris le 9 germinal an IX (29 mars 1801). Il est le fils de Jean François Chagot (1752-1824), financier parisien qui acheta la Cristallerie du Creusot et les mines de houille de Blanzy, et d'Henriette Larcher. C'est le dernier né d'une famille, catholique et royaliste, de six enfants.
Il fait ses études au Collège de Juilly (Seine-et-Marne) et au Lycée Charlemagne (Paris), où il fut élève de Michel-Eugène Chevreul, chimiste.
Il épouse le 10 mars 1823 Hortense Léjéas, fille d'Antoine Louis Lejéas, receveur général de la Côte d'Or et petite-fille de Martin Lejéas-Carpentier, ancien maire de Dijon. Cette union le lie à la noblesse d'Empire. Le couple n'eut pas d'enfants.
Après le décès de son épouse Hortense, Jules Chagot se remarie en 1852 avec Victorine Yamini, une comédienne qui a 22 ans de moins que lui. Elle reste à Paris, où son mari vient souvent la rejoindre. Ils n'eurent pas d'enfants non plus.

### Vie professionnelle
Il travaille à la Cristallerie familiale à partir de 1819, d'abord comme surveillant de nuit, puis seconde son frère Henri à la Direction. Les forges et fonderies du Creusot sont vendues en 1826 à la Compagnie des forges et fonderies de Charenton. Jules Chagot travaille alors aux Mines de Blanzy à partir de 1827. Ses frères se désengagent en 1829 des affaires, laissant Jules Chagot seul patron.
Ayant compris tout le potentiel que possédait l'extraction du charbon pour l'industrie, il fonde avec Eugène de Bassano la Compagnie des Houilles de Blanzy en 1833. La même année, la Cristallerie du Creusot est revendue à la Société de Baccarat et de Saint-Louis, qui s'empresse de la fermer.
Dix ans après sa vente, Jules Chagot, avec l'aide d'un groupe financier dont il est le principal actionnaire, rachète les Établissements du Creusot et fonde la Société du Creusot en 1836, puis la revend la même année, avec un important bénéfice, aux frères Schneider.
En 1836 également, Eugène de Bassano se retire de la Compagnie des Houilles de Blanzy. Jules Chagot s'associe alors avec Joseph-Marie Perret-Morin, qui s'occupe de la partie commerciale, et développe notamment une marine fluviale considérable et des dépôts commerciaux. L'association entre les deux hommes permet une croissance remarquable de la Compagnie: la production annuelle des mines de Blanzy passe de 800 000 hectolitres en 1834 à 6 400 000 hectolitres en 1874; elle est donc multipliée par huit en l'espace de quarante ans. Les effectifs se montent à vingt mille ouvriers.
Jules Chagot se révèle être un financier avisé, et obtient la confiance des investisseurs locaux qui lui prêtent les fonds nécessaires aux investissements requis par le développement des mines. Il profite des difficultés économiques des mines voisines pour les racheter une à une, et constitue un empire de sept concessions contiguës d'une superficie de 80 km². Il devient ainsi le principal propriétaire foncier de la région de Montceau.
Jules Chagot n'a rien inventé, mais il est doué d'une grande curiosité, et s'efforce d'exploiter les découvertes scientifiques et de les perfectionner. Il fait réaliser un nouveau perforateur, appelé le Darlington-Blanzy. Il sait s'entourer d'ingénieurs et de collaborateurs compétents, notamment de son neveu Léonce Chagot, ingénieur issu de l'École Centrale.

### Paternalisme
À cette époque industrielle caractérisée par un libéralisme sans pareil, Chagot est un chef d'entreprise proche de ses employés. Il est souvent présent sur les chantiers et connaît personnellement les plus anciens employés. Il innove en fondant une "Caisse de secours et de prévoyance", destinée à subvenir au service médical et à aider financièrement les malades et les blessés. Il fonde des écoles, où l'enseignement, destiné à inculquer aux jeunes les principes traditionnels de discipline, de morale et de religion, est assuré par des congrégations.
Un mineur était usé à l'âge de cinquante ans: Jules Chagot fonde une caisse de retraite, financée par la Compagnie; pour cette initiative, il reçoit les félicitations de Napoléon III, qui le fait Chevalier de la Légion d'Honneur.
Il engage une politique du logement en faisant construire plusieurs cités, constituées de maisons isolées à double logement, entourées d'un jardin potager. Un magasin de denrées alimentaires à prix réduit est institué.
Sa pensée est donc paternaliste. Il est fier d'affirmer: "Nous ne formons ici qu'une grande famille de travailleurs (…), dont je m'honore d'être le chef et le protecteur". La Compagnie s'occupe de tout, l'ouvrier n'a qu'à travailler. Les salaires ne sont pas très élevés, mais les avantages en nature adoucissent le sort des travailleurs. Ainsi, la Compagnie peut ne pas redouter que "leurs économies soient dissipées dans les cabarets".
Jules Chagot fait construire et reconstruire plusieurs églises du bassin minier. En retour, le clergé est le gardien de l'ordre moral.
Jules Chagot obtient une relative paix sociale, à peine assombrie par des émeutes en 1868. Les fautifs sont vite arrêtés et jugés, mais Jules Chagot intervient en faveur de leur libération.

### Vie politique

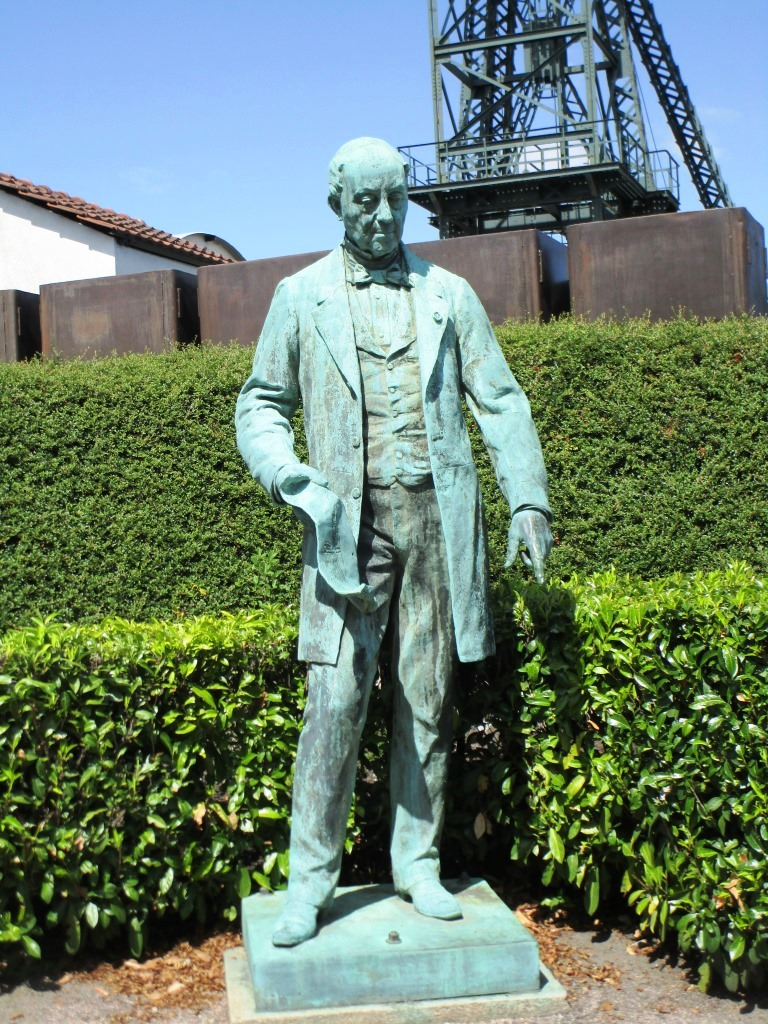
Statue de Jules Chagot au Musée de la mine de Blanzy.

D'abord maire de Blanzy de 1846 à 1848, Jules Chagot se lance véritablement dans la politique à l'avènement du Second Empire. Il est conseiller général du canton de Mont-Saint-Vincent de 1852 à 1871. Il est élu député de la cinquième circonscription de Saône-et-Loire de 1863 à 1870 au Corps Législatif; il siège à droite et soutient le Second Empire. Il est fait officier de la Légion d'Honneur. De 1871 à sa mort, il conserve la fonction de maire de Saint-Vallier (Saône-et-Loire).
Mais sa grande œuvre est incontestablement la création et le développement de la ville de Montceau-les-Mines, qui n'était d'abord qu'un hameau de Blanzy. Il organise la pétition demandant la création de la commune. Son neveu Léonce en devient le premier maire en 1856. On assiste alors à une confusion des intérêts: La nouvelle commune n'ayant pas de ressources suffisantes pour assurer ses besoins considérables (création de routes de liaison avec les communes voisines, de chemins communaux, de ponts, de bâtiments…), c'est la Compagnie qui finance les infrastructures. De nombreux bâtiments communaux sont construits sur des terrains appartenant à la Compagnie.

### Retrait de la vie professionnelle
Dans ses dernières années, Jules Chagot se tient de plus en plus souvent à Paris. En janvier 1877, l'assemblée générale des actionnaires de la Société des Mines de Blanzy désigne Léonce Chagot, son neveu, comme futur gérant de la compagnie. Jules Chagot se retire définitivement à Paris et y meurt le 30 avril 1877, à l'âge de 76 ans.
Il repose à la crypte de l'église Notre-Dame de Montceau, église qu'il avait fait construire.
En 1890, un comité montcellien lance une souscription pour élever deux statues: l'une rendant hommage à Jules Chagot, l'autre représentant un mineur, en mémoire des ouvriers morts dans les mines. La souscription recueille 25 714 francs, soit seulement 6 francs par mineur ; le salaire journalier représente environ 4 francs. Il est probable d'ailleurs que cette somme provient surtout des cadres de l'entreprise, plus que des ouvriers. La Compagnie prend en charge le socle des statues, un monument commémoratif et le coût des festivités prévues pour l'inauguration, qui a lieu le 2 août 1891. La réalisation des statues est confiée à Léopold Steiner, célèbre sculpteur parisien.
Dans les années 1970, le monument commémoratif et les socles sont détruits. Les deux statues ornent désormais le musée de la Mine de Blanzy.